# Brem-sur-Mer

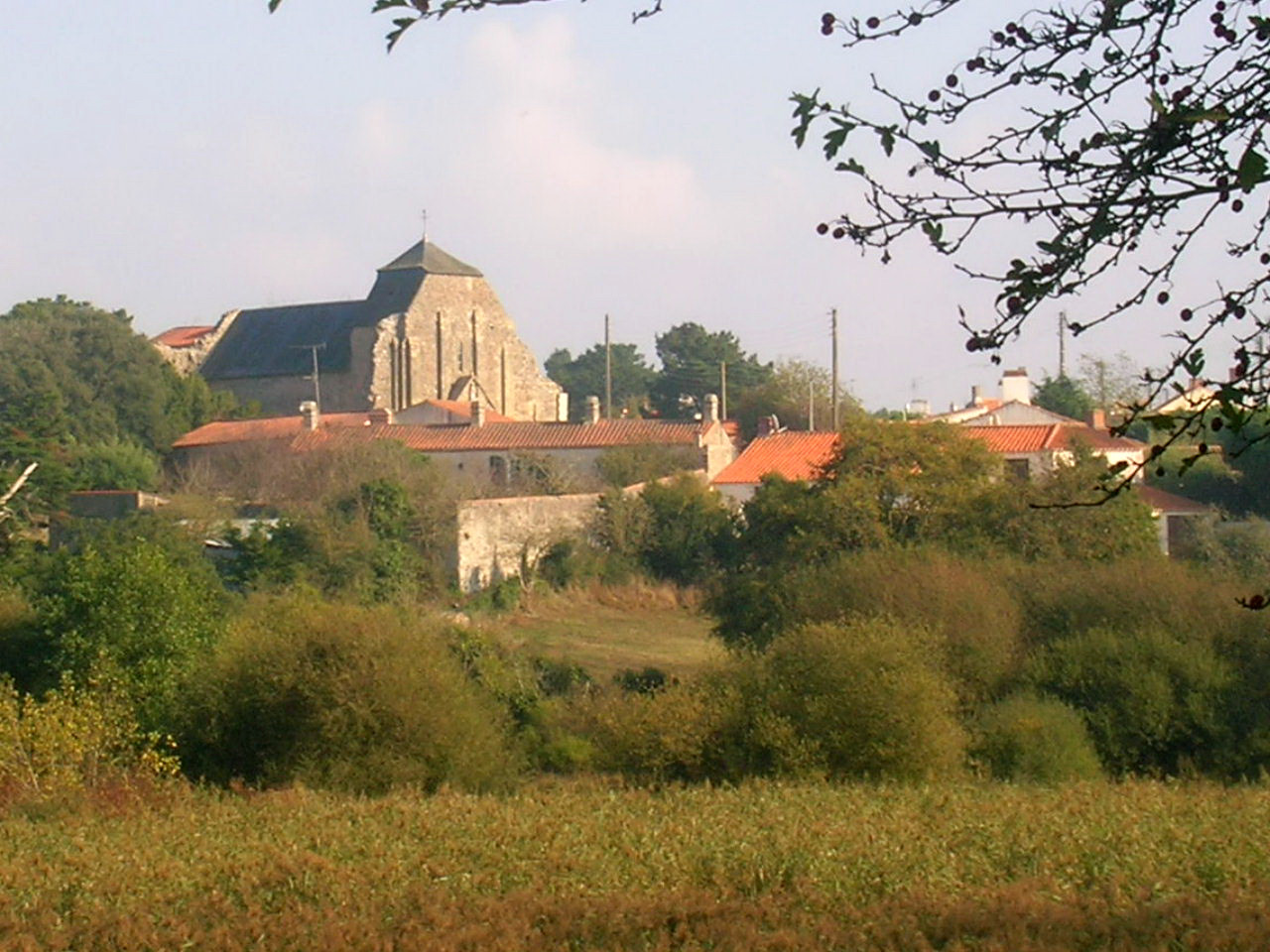
Saint-Nicolas-de-Brem

Brem-sur-Mer is een gemeente in het Franse departement Vendée (regio Pays de la Loire) en telt 2054 inwoners (1999). De plaats maakt deel uit van het arrondissement Les Sables-d'Olonne.

## Geografie
De oppervlakte van Brem-sur-Mer bedraagt 15,8 km², de bevolkingsdichtheid is 130,0 inwoners per km².

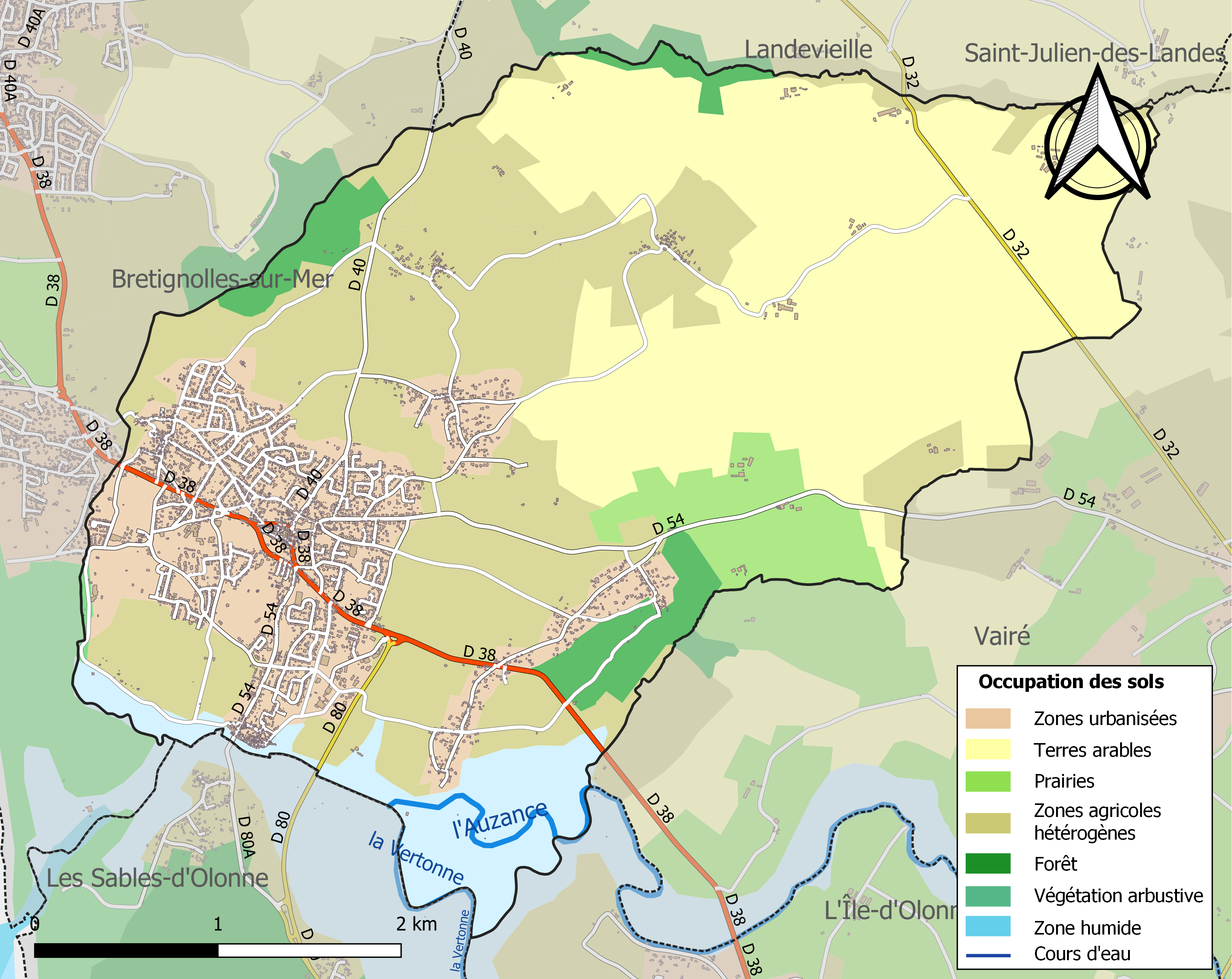
Kaart van de gemeente met de belangrijkste infrastructuur, bodemgebruik en omliggende gemeenten

## Demografie
Onderstaande figuur toont het verloop van het inwonertal (bron: INSEE-tellingen).

1. ↑  Populations de référence 2022.